# God of War (игра, 2005)
God of War (с англ. — «Бог войны») — видеоигра в жанре action-adventure с видом от третьего лица, разработанная компанией SIE Santa Monica и изданная Sony Computer Entertainment. Это первая игра из одноимённой серии игр, она была выпущена 22 марта 2005 года для игровой приставки PlayStation 2.
Сеттинг основан на греческой мифологии, действие игры разворачивается на территории Древней Греции. Главный протагонист Кратос — спартанский воин, служащий олимпийским богам. По наставлению богини Афины Кратос должен уничтожить текущего бога войны Ареса, чтобы получить прощение олимпийских богов. Кратос соглашается, поскольку Арес причастен к убийству семьи главного героя, и отправляется в опасное путешествие, чтобы заполучить легендарный ящик Пандоры, дающий огромную силу.
Игра является представителем жанра hack and slash, в котором основное внимание уделено уничтожению большого количества противников при помощи различных комбо-атак, которые можно совершать Клинками Хаоса — основным оружием Кратоса — и любым оружием подобранным во время игры. По ходу игры Кратос может получить могущественные магические способности, будь то голова Медузы Горгоны, или Пламенные Молнии Зевса. Помимо этого игроку потребуется решать головоломки, а также в игре присутствуют элементы платформера.
God of War является одной из самых продаваемых игр для приставки PlayStation 2. Она разошлась тиражом в 4,6 миллиона копий. Она получила несколько наград «Игра года», и считается одной из лучших игр жанра action-adventure. Помимо геймплея, игру оценили за графику, звуковое сопровождение и сюжет. God of War и God of War II были переработаны и выпущены в составе God of War Collection для приставки PlayStation 3 в ноябре 2009 года. Позже первая часть и ещё четыре игры из серии были обновлены и выпущены в составе God of War Saga. Работы над экранизацией игры ведутся с 2005 года, а новеллизация была выпущена в мае 2010 года.

## Геймплей

Кратос (в воздухе) атакует Гидру Клинками Хаоса. HUD в левом верхнем углу отображает шкалу здоровья. Число указывает количество собранных красных шаров. Зелёный индикатор внизу экрана показывает здоровье противника

God of War — видеоигра от третьего лица с однопользовательским режимом игры и фиксированной камерой. В игре есть примерно 15 уровней. Игрок управляет персонажем Кратосом во время комбо-ударов, прыжков по платформам, головоломок и боёв с противниками. Элементы платформера требуют от игрока карабканья по стенам и лестницам, прыжков через пропасти, качания на веревках, и балансировки на балках. Некоторые загадки простые, такие как перемещение ящика таким образом, чтобы открыть путь недоступный при обычном прыжке, однако другие являются более сложными, такие как поиск нескольких предметов в разных областях игры, чтобы разблокировать одну дверь.
По всему игровому миру игрок может находить сундуки трёх разных цветов со специальными шарами соответствующего цвета: зелёного, синего или красного. Зеленые шары пополняют игроку здоровье, синие шары пополняют шкалу магии, а красные шары дают опыт для улучшения оружия и магии. Красные шары также можно собирать с тел убитых врагов. Игрок может найти в безымянных сундуках глаза Горгоны и перья Феникса, которые увеличивают количество здоровья и шкалу магии, соответственно; при нахождении восемнадцати данных предметов шкала здоровья и магии становится максимальной.

### Боевая система
Основным оружием Кратоса являются Клинки Хаоса: пара лезвий прикреплены к цепям, которые обёрнуты вокруг запястий и предплечья персонажа. Позже в игре Кратос приобретает второе оружие под названием Клинок Артемиды: большой меч, который предполагает другой стиль боя. По ходу игры Кратос учится использовать четыре магические способности (например, Ярость Зевса позволяет ударить молниями по отдалённым целям), которые позволяют персонажу убивать как одиночных противников, так и группы врагов. Другими магическими способностями являются Взгляд Медузы Горгоны, Гнев Посейдона, и Войско Аида. Помимо этого по ходу игры Кратос также приобретает реликвию, называемую Трезубец Посейдона, который позволяет Кратосу дышать и ориентироваться под водой. После приобретения 2 уровня Клинков Хаоса Кратос получает специальную способность под названием Ярость Богов, которая дает временную неуязвимость и повышенный урон (при полной прокачке Клинков Хаоса во время действия Ярости Богов даётся бесконечная магия).
В бою Quick Time Event (QTE) начинается, когда игрок ослабил сильного противника. Игрок должен выполнить последовательность действий на игровом контроллере вскоре после того, как появится изображение кнопки на экране подсказки. Это позволяет контролировать Кратоса во время QTE; неправильное или запоздалое нажатие кнопки во время данного действия обычно приводит к потере части здоровья главного героя. Аналогичная функция используется во время сексуальной мини-игры с женщинами-близнецами, которая стала неотъемлемой чертой всей серии.
Когда игрок заканчивает игру, открывается режим с десятью испытаниями, называемый Challenge of the Gods (с англ. — «Испытание богов»); он требует от игрока выполнить ряд конкретных задач (например, убить всех циклопов до окончания времени). Игрок может разблокировать дополнительные костюмы для Кратоса, видеоролик с процессом разработки игры и концепт-арты персонажей и окружения в качестве вознаграждения. При завершении каждого уровня сложности игрок получает дополнительные награды, например, вырезанные из финальной версии игры уровни.

## Синопсис

### Сеттинг
Действие игры God of War проходит в альтернативной версии Древней Греции, населённой олимпийскими богами, титанами и другими существами из греческой мифологии. Действие игры разворачивается между событиями Chains of Olympus и Ghost of Sparta. Игра сочетает в себе как реально существующие места, например Эгейское море и древний город Афины вместе с Олимпом, так и вымышленные, как Пустыня Потерянных душ, Храм Пандоры и Подземный мир. Большая часть противников взяты из греческой мифологии, например, гарпии, минотавры, медузы, циклопы, призраки, сирены, сатиры, кентавры, церберы, и боссы — Гидра и гигантский Минотавр.
Эгейское море представляет собой место с массой потерпевших кораблекрушение судов. Афины являются городом, осаждённым воинами Ареса. За пределами города находится Пустыня Потерянных Душ — обширная пустыня со множеством обветренных древних руин. Большая часть игры происходит в Храме Пандоры, который прикован к спине титана Кроноса, который ползёт по пустыне. Массивный храм, построенный по проекту архитектора Патос Вердеса III, наполнен ловушками и монстрами, и состоит из трёх разделов, посвящённых титану Атласу и богам Посейдону и Аиду, соответственно. Подземный мир — это место, наполненное душами мёртвых, огнём и пылающими версиями ранее убитых врагов.

### Персонажи
Главный герой игры Кратос — спартанский воин, 10 лет служащий олимпийским богам. Среди персонажей много греческих богов, таких как: Афина — богиня мудрости и по совместительству наставник Кратоса, Арес — бог войны и главный антагонист, убит Кратосом в финале игры, Посейдон — бог моря, Афродита — богиня любви и красоты, Зевс — владыка богов, Артемида — богиня охоты, Аид — бог подземного мира. Второстепенные персонажи включают в себя афинского оракула, могильщика (замаскированного Зевса), сжигателя тел тех, кто пытался покорить Храм Пандоры и капитана лодки. Другие персонажи появляются в воспоминаниях Кратоса, в том числе его жена Лисандра, его дочь Каллиопа, король варваров и оракул разрушенной деревни. Повествование истории ведётся во время заставок. Рассказчик озвучен Линдой Хант.

### История
Кратос когда-то был знаменитым капитаном спартанской армии и привёл своих людей к множественным победам, прежде чем сам был побеждён варварским королём. Столкнувшись со смертью и не желая её принимать, Кратос призвал бога войны Ареса, которому он пообещал верно служить, если бог пощадит людей Кратоса и его самого, обеспечив спартанца силой для уничтожения своих врагов. Арес, который видел потенциал могущества Кратоса, согласился и дал Клинки Хаоса, созданные в глубинах Тартара, новому слуге. Кратос затем обезглавил вождя варваров своим новым оружием.
Кратос вёл войну по воле Ареса, уничтожая всё на своём пути, в конце концов возглавив нападение на деревню, оккупированную поклонниками богини Афины. Арес тайком перевёл жену и дочь Кратоса в деревню. Во время его безумной атаки на храм Афины Кратос случайно их убил, о чём потом спартанец будет сожалеть всю жизнь. Хотя Арес верил, что этот акт освободит Кратоса и тот станет совершенным воином, спартанец вместо этого отказался от своего обещания служить Аресу. Оракул разрушенной деревни навеки проклял Кратоса, связав пепел его мёртвой семьи с его кожей и сделав её пепельно-белой. Из-за этого спартанец получил прозвище «Призрак Спарты». Измученный воспоминаниями того ужасного дня, Кратос поклялся служить другим богам в надежде избавить себя от видений.
К началу игры Кратос уже служит богам десять лет. Он убивает Гидру по приказу Посейдона, но он устал от своего служения и страдания. Он призывает Афину, которая сообщает, что Кратос будет прощён за убийство своей семьи, если выполнит последнее поручение — убьёт Ареса. С этой целью Афина направляет Кратоса в покровительствуемый ею город Афины, который Арес — ведомый ненавистью и ревностью к своей сестре — превратил в поле битвы, пользуясь правилом Зевса (тот запретил богам вмешиваться в дела Ареса). После странной встречи с могильщиком, который побуждает его продолжать свою задачу, Кратос находит афинского оракула и узнаёт, что победить Ареса станет возможно с обретением ящика Пандоры — мифического артефакта, который даёт силу, с которой можно победить бога.
Кратос входит в Пустыню Потерянных Душ, и Афина говорит, что ящик Пандоры скрыт в храме, прикованном к спине титана Кроноса — наказание титана за участие в Великой войне. Кратос 3 дня взбирается на Кроноса, поднимается в храм, преодолевает множество смертельных ловушек и армию монстров и, в конце концов, находит Ящик. Но Арес, осознавая успех своего бывшего слуги, убивает Кратоса, как только последний покидает Храм. Когда гарпии отдают ящик Аресу, Кратос попадает в Подземный мир. С помощью таинственного могильщика, который говорит ему, что Афина не единственный бог, наблюдающий за ним, он убегает и возвращается в Афины.
Кратос забирает ящик Пандоры у Ареса, открывает его и использует его силу, чтобы стать богоподобным. Несмотря на все усилия Ареса уничтожить Кратоса физически и умственно, в том числе лишив его всего оружия и магии, Призрак Спарты выживает и убивает Ареса Клинком Богов, прежде служившим мостом на пути в Афины. Город спасён, и хотя Афина говорит Кратосу, что его грехи прощены, боги отказываются избавить его от кошмаров. Отвергнутый богами, он решается покончить с собой, бросившись в Эгейское море, но Афина вмешивается и переносит его на гору Олимп. В награду за свои услуги богам она дарует Кратосу новый набор клинков, названный её именем, и титул нового бога войны.

## Разработка
Santa Monica начала разработку God of War, тогда имеющей рабочее название Dark Odyssey в 2002 году и представила проект два года спустя на мероприятии Santa Monica Gamers’ Day, организованном SCEA. На встрече с сотрудниками сайта GameSpot в 2004 году на Electronic Entertainment Expo (E3), разработчики сообщили, что в финальной версии игры будет присутствовать от 15 до 25 различных атак, с помощью которых игроки смогут выполнять комбо-удары, проводимые при помощи оружия главного героя. По их словам, это должно дать свободу для выполнения разных движений. Также GameSpot объяснял комментарии разработчиков по поводу геймплея игры — «это будет походить на слияние насилия из Devil May Cry c головоломками из Ico». Разработчики отмечали, что игроки смогут «уничтожать врагов одним ударом, например, разрубая их тело на две половины».
Геймдизайнер Дэвид Яффе подтверждал, что игра будет иметь кинематографические ролики. Прибыв на E3, разработчики наблюдали за игровым процессом, чтобы выявить недочёты игровой камеры. Яффе говорил — «мы делаем обширные тесты игровой камеры, и собрав весь материал на E3, исправим недочёты игровой камеры». Геймдизайнер был уверен, что команда сможет исправить недоработки до релиза игры. На комментарии игроков, негативно отзывающихся о камере, он говорил: «если вас не устраивает камера в игре, то мы ничем не можем помочь вам».
Хотя игра и основана на греческой мифологии, многие её элементы были изменены, и по словам Яффе «в лучшую сторону», поскольку разработчики сделали более увлекательную историю. В интервью для журнала Eurogamer геймдизайнер говорил о придуманной им тематике для игры God of War. В этом, по его словам, заслуга одной игры компании Capcom, называемой Onimusha. Именно после игры в Onimusha Дэвид предложил использовать тематику греческой мифологии для игры.
После E3 2004 Яффе говорил журналистам сайта IGN, что цель творческого коллектива заключалась в том, чтобы «заставить игрока почувствовать себя брутальным и просто сходить с ума». При этом боевая система подразделялась на две группы. Это была «макро»-система, позволяющая игроку уничтожать противников с помощью оружия, магии, а также системы QTE. И вторая — «микро»-система, где игроки должны нажимать последовательность кнопок для выполнения различных атак. Также в игру были добавлены головоломки, подразделяющиеся на малые, проходимые в пределах одной комнаты, так и глобальные, для выполнения которых требуется взаимодействие игрока с несколькими локациями в самой игре. По словам Яффе — «головоломки в God of War повеселят игроков».
Фрэнк Сифалди, сотрудник Gamasutra, присутствовал на конференции D.I.C.E. Summit которая была проведена в 2006 году в Лас-Вегасе. Сифалди говорил: «God of War — редкая возможность для игрового дизайнера», поскольку компания Sony разрешила абсолютную творческую деятельность при должном бюджете. Яффе утверждал: «я желаю сделать игру настолько замечательной, чтобы люди почувствовали это». Также, по его словам, фильм «Индиана Джонс: В поисках утраченного ковчега» вдохновил разработчиков: Яффе хотел заставить игроков почувствовать то же самое, что он чувствовал, когда в детстве смотрел этот фильм, но не хотел выставлять игрока в роли авантюриста, ссылаясь на The Legend of Zelda. Разработчики хотели, чтобы люди были впечатлены их игрой. Уточнялось, что в начале создания игра не была инновационной, и поэтому Яффе заставлял команду создавать новый контент, чтобы удовлетворить вкусы игроков. Геймдизайнер утверждал, что его команда с большим терпением создавала детализированные уровни, обращая внимания на самые маленькие детали. «Без такого испытания было бы скучно» — говорил он.

### Озвучивание
| Персонаж        | Актёр озвучивания |
| --------------- | ----------------- |
| Кратос          | Терренс Карсон    |
| Афина, Афродита | Кэрол Руджер      |
| Арес            | Стивен Блум       |
| Посейдон        | Фред Таташор      |
| Артемида        | Клаудия Блэк      |
| Зевс, могильщик | Пол Эйдинг        |
| Аид             | Нолан Норт        |
| Рассказчик      | Линда Хант        |
| Капитан лодки   | Кит Фергюсон      |

## Выпуск
Демоверсия игры была выпущена 1 января 2005 года и называлась God of War: The Hydra Battle. Она демонстрировала сражения с многочисленными противниками и одним боссом, Гидрой. Игра была выпущена в Северной Америке 22 марта, в Великобритании — 8 июля и в Японии — 17 ноября 2005 года. По состоянию на конец июля God of War стала шестой в списке самых продаваемых игр 2005 года в мире. В 2006 она стала продаваться в серии Greatest Hits для PlayStation 2. В июне 2012 года Sony сообщила, что количество проданных экземпляров составляет 4,6 миллиона по всему миру.
Игра, как и её сиквел, была переиздана в составе God of War Collection. Издание было выпущено в Северной Америке 17 ноября 2009 года для игровой приставки PlayStation 3. Особенностями этого издания являлась поддержка трофеев, и изменение чёткости игрового дизайна. Вскоре издание стало доступно для продажи в Японии 18 марта, Австралии 29 апреля и Великобритании 30 апреля 2010 года. God of War Collection стала доступна для цифровой загрузки в магазине PlayStation Store 2 ноября 2010 года. Подписчики PlayStation Plus могли бесплатно играть один час в каждую из частей. God of War Collection была выпущена на PlayStation Vita 6 мая 2014 года. По состоянию на июнь 2012 года, God of War Collection разошлась тиражом в 2,4 миллионов экземпляров по всему миру. 28 августа 2012 года появилось переиздание God of War Saga, включающее в себя God of War Collection, God of War: Origins Collection и God of War III.

## Саундтрек
Саундтрек игры God of War был написан композиторами Жераром К. Марино, Роном Фишем, Майком Риганом, Крис Веласко, Винни Уолдроном и Марчеллой Де Франчисом. Саундтрек был выпущен на компакт-диске как эксклюзивный продукт для магазина Sony Connect Music 1 марта 2005 года. Некоторые композиции сопровождаются фрагментами реплик героев из самой игры. Сотрудник Square Enix Дэйв Валентайн оценил саундтрек на 8 баллов из 10. Он хвалил музыку за зрелищное раскрытие оркестровых тем и использование древнегреческих и этнических инструментов. Спенс Д. из IGN дал саундтреку оценку в 6,9 баллов из 10, критиковав неровные переходы между треками, но также похвалив использование старинных и этнических инструментов. В марте 2010 года саундтрек стал частью загружаемого через PlayStation Network контента для пользователей, которые приобрели God of War 3: Ultimate Edition.
| №   | Название                           | Музыка          | Длительность |
| --- | ---------------------------------- | --------------- | ------------ |
| 1.  | «Escape from Madness»              | Marino          | 0:38         |
| 2.  | «The Vengeful Spartan»             | Marino          | 1:21         |
| 3.  | «Kratos and the Sea»               | Marino          | 2:21         |
| 4.  | «Have Faith»                       | Marino          | 1:21         |
| 5.  | «The Splendor of Athens»           | Reagan          | 2:09         |
| 6.  | «This City Will Be Your Grave»     | Marino          | 0:24         |
| 7.  | «Ares Destroys Athens»             | Reagan          | 1:13         |
| 8.  | «Mind the Cyclops»                 | Reagan          | 2:09         |
| 9.  | «Athenian Battle»                  | Reagan          | 3:07         |
| 10. | «Exploring the Ruins»              | Phillips        | 2:02         |
| 11. | «Athens Rooftops Fighting»         | Marino          | 2:39         |
| 12. | «Save the Oracle Challenge»        | Marino          | 1:35         |
| 13. | «Kratos' Evil Past»                | Marino          | 2:01         |
| 14. | «Too Late»                         | Marino          | 1:58         |
| 15. | «The Great Sword Bridge of Athena» | Marino          | 2:17         |
| 16. | «What the Oracle Spoke»            | Marino          | 1:09         |
| 17. | «The Story of Chronos»             | Marino          | 1:17         |
| 18. | «Battle the Lethal Sirens»         | Reagan          | 2:28         |
| 19. | «The Temple of Pandora»            | Fish            | 0:36         |
| 20. | «Pandoran Cyclopes Attack»         | Fish            | 1:42         |
| 21. | «The Architect's Mysteries»        | Fish            | 2:00         |
| 22. | «Zeus' Wrath Divine»               | Velasco         | 3:04         |
| 23. | «The Underwater World of Poseidon» | Phillips        | 3:04         |
| 24. | «Minotaur Boss Battle»             | Velasco         | 1:57         |
| 25. | «Burning Visions»                  | Fish            | 1:15         |
| 26. | «Pandora's Box»                    | Phillips        | 1:00         |
| 27. | «Hades, God of the Underworld»     | Velasco         | 1:13         |
| 28. | «The Fury of Ares»                 | Fish            | 1:26         |
| 29. | «Duel With Ares»                   | Reagan, Velasco | 2:26         |
| 30. | «Enthroned on Mount Olympus»       | Phillips        | 1:57         |
| 31. | «God of War End Title»             | Marino          | 5:06         |

## Другие форматы

### Книга
Официальная новеллизация игры была анонсирована под названием God of War в июле 2009 года вместе с новеллизацией God of War II. Она была написана Мэтью Стовером и Робертом Вардеманом и опубликована 25 мая 2010 года Del Rey Books. В интервью журналу Play Вардеман сказал, что мифологическая книга, написанная в 1930-х годах, заинтересовала его греческой мифологией, и возможность работать над романом по игре God of War «была шансом, который нельзя упустить». Читателям необходим прочный фундамент, и роман требует дополнительного материала, чтобы он не просто повторял действия игры. Вардеман назвал Кратоса важным персонажем, продолжая: «Этот конфликт мотивов делает его великим, если неспокойным героем».
Роман повествует о событиях в игре и предлагает более глубокое понимание её истории, объясняя, почему Афина хотела, чтобы Кратос убил Ареса и рассказывая, как она манипулировала другими богами для помощи Кратосу. Узнав о планах Афины, Зевс решает помочь Кратосу (давая ему магические способности и появляясь перед ним в облике могильщика) с намерением сделать Кратоса новым богом войны после убийства Ареса. Афина убеждает Посейдона помочь Кратосу, сказав ему, что Арес привёл Гидру в его владение. Артемида убеждена, что Арес и его слуги уничтожают её дикую природу, и, помогая Кратосу, она предотвратит её разрушение в будущем. А Афродиту Афина уговаривает помочь, заявляя, что Медуза замышляет заговор против неё.
Бога Гермеса нет в игре, но в книге он информирует Афину о том, что Кратос хочет совершить самоубийство. Новые персонажи включают Коуса, офицера на корабле Кратоса и двух слуг Медузы: Юрра и слепого. Близняшки, встречающиеся в сексуальной мини-игре, являются дочерьми Афродиты Зорой и Лорой. В книге также объясняется, почему некоторые существа мифологии, которые были убиты героями, все ещё живы. Например, Зевс вспоминает, что Геракл убил Гидру, и Афина подтверждает это, но сообщает Зевсу, что новая Гидра — порождение титанов Тифона и Эхидны, которое освобождено Аресом.
В России книга была выпущена в 2011 году издательством «Эксмо» под названием «God of War. Бог войны»; Дмитрий Злотницкий из журнала «Мир фантастики» охарактеризовал её как «почти дословный пересказ событий оригинальной игры» и «откровенно посредственный роман», в котором есть лишь несколько сильных сцен.

### Фильм
Экранизация игры была анонсирована в 2005 году. По словам Дэвида Яффе, их совместный сценарий вместе с Дэвидом Сэлфом был готов, и им лишь оставалось найти режиссёра. Геймдизайнер рассчитывал, что Universal Studios займутся разработкой фильма, хотя и высказал позже своё сомнение в том, что фильм будет выпущен. В сентябре 2008 года, Бретт Ратнер сообщил в интервью UGO, что будет режиссёром фильма, но в феврале 2009 года он покинул проект, чтобы заняться фильмом «Как украсть небоскрёб». В марте 2010 года Яффе сказал, что команда потеряла творческий контроль над фильмом. С 1 сентября 2010 года он выпустил документальный фильм, где говорил, что роль главного героя должен был сыграть Дэниел Крейг, игравший Джеймса Бонда, но он отказался. Тогда геймдизайнер нанял нового актёра, который согласился играть роль Кратоса. В июле 2012 года The Hollywood Reporter подтвердил, что писатели Патрик Мелтон и Маркус Данстэн были наняты для написания сценария к фильму.
30 августа 2012 года, Патрик и Маркус заявили в интервью IGN, что они собираются переработать старый сценарий, который слишком сильно походил на фильм «Битва Титанов». По их мнению, первым шагом будет социализация Кратоса, как личности, воина имевшего семью, и бесповоротно изменившегося в ходе битвы. Мелтон говорил: «Мы собираемся изучить характер Кратоса, чтобы понять его как человека, а впоследствии — как Призрака Спарты, отправившегося в путешествие». Дунстан добавил: «Вне сомнения, страх и другие негативные человеческие эмоции будут показаны в фильме так, как ни в одном другом хорроре». Мелтон и Дунстан также имеют планы на Ареса, стремясь сделать его более глубокой личностью.
В ноябре 2012 года сценаристы заявили в интервью GameSpot, что фильм превзойдёт картины, подобные «Битве Титанов». Было подтверждено, что Чарльз Ровен и Алекс Гартнер, ответственные за состояние киноадаптации игровой серии Uncharted, будут производить съёмки картины God of War при поддержке Atlas Entertainment. В начале 2013 года директор игры God of War: Ascension, Тодд Папи, сказал, что не знает ничего о текущем статусе фильма. По состоянию на ноябрь 2012 года, картина не имела режиссёра, актёров и точной даты релиза, но сценарий был готов. Бюджет должен равняться 150 миллионам долларов.

## Оценки
| Сводный рейтинг                | Сводный рейтинг                                                              |
| Агрегатор                      | Оценка                                                                       |
| ------------------------------ | ---------------------------------------------------------------------------- |
| GameRankings                   | 93,58 %                                                                      |
| Metacritic                     | 94/100                                                                       |
| MobyRank                       | 93/100                                                                       |
| Иноязычные издания             |                                                                              |
| Издание                        | Оценка                                                                       |
| 1UP.com                        | A+                                                                           |
| Eurogamer                      | 9/10                                                                         |
| Famitsu                        | 35/40                                                                        |
| Game Informer                  | 10/10                                                                        |
| GamePro                        | [ 81 ]                                                                       |
| GameSpot                       | 9,3/10                                                                       |
| GameSpy                        | 5/5                                                                          |
| GamesRadar+                    | 10/10                                                                        |
| GameZone                       | 9,7/10                                                                       |
| IGN                            | 9,8/10                                                                       |
| Русскоязычные издания          |                                                                              |
| Издание                        | Оценка                                                                       |
| «Страна игр»                   | 9/10                                                                         |
| Награды                        |                                                                              |
| Издание                        | Награда                                                                      |
| Spike Video Game Awards        | Лучший экшен года Геймдизайнер года (Яффе)                                   |
| Interactive Achievement Awards | Лучшая игра года Лучшая игра на консоли Лучшая игра в жанре Action/Adventure |

Игра God of War получила всеобщее признание критиков с общим баллом в 93,58 % от GameRankings и 94/100 от Metacritic. Том Лейн из CNN писал: «God of War — игра, которая заставит вас подумать, почему вы вообще играете в игры». По его словам, игра вызывает привыкание, а головоломки, сбавленные элементами платформера, делают игру разнообразнее. Он высоко оценил атмосферу игры, и говорил, что «это одна из самых жестоких игр на рынке».
Обозреватель из GameSpy Рэймонд Падилья хорошо оценил геймплей. По его словам, «я нигде более не видел так много насилия и жестокости». Он также хвалил систему боевых комбо, которые можно без труда освоить новичку, и в то же время более опытному игроку — совершить лучшую серию убийств. Крис Селл, сотрудник PALGN писал, что самым приятным аспектом боевой системы является её простота. Он был особенно впечатлён системой QTE, называя схватки с боссами очень зрелищными. Селл также хвалил графику, считая что она очень хорошо конкурирует с играми на Xbox. Помимо этого, он высоко оценил модели игровых персонажей, а также индивидуализацию игровых локаций. Падилья писал: «God of War — это лучшее, что могло случиться с греческой мифологией, словно Гарри Хэмлин сыграл Персея в „Битве Титанов“». Падилья высоко оценил звуковое сопровождение игры, хотя и посчитал некоторые музыкальные треки и голоса завышенными. Кристан Рид из Eurogamer хорошо оценил саундтрек, назвав его «потрясающим и драматичным». Эрик Блэттберг из Playstation Universe говорил, что графика сохраняет свою реалистичность на широкоэкранном телевизоре с разрешением в 480р. Джо Джуба из Game Informer поставил игре максимальный бал и сказал, что боевая система невероятно жестока и «предлагает бесконечные возможности для игроков, чтобы развязать своих внутренних демонов», также похвалив графику и сказав, что у него за 12 часов игры была только одна проблема из-за камеры. Майкл Лафферти из GameZone поставил игре 9,7 баллов из 10 и отметил, что игра невероятно красивая, а боевая система хорошо сделана, в целом заметив, что эта игра «должна быть в коллекции любого владельца PS2».
Однако Крис Селл критиковал систему камер, так как в большинстве случаев «вы не могли запрыгнуть на уступ, просто потому что не видели его». Селл также критиковал отсутствие мультиплеера, и слегка скучную битву с финальным боссом — Аресом. Нечто схожее отмечал и Кристан Рид, писав о том, что игроку могут надоесть элементы платформера, а также слишком большое количество врагов. Микель Репараз, сотрудник GamesRadar, отметил количество недоработок, которые появляются из-за старой консоли PlayStation 2. По его словам «все эти недоработки — несущественные проблемы, компенсируемые творческим потенциалом. Безусловно, God of War выделяется как ультра-жестокий шедевр».

### Награды
Игра God of War получила дюжину наград из серии «игра года». В 2005 году на Spike Video Game Awards игра получила награду «лучший экшен», а дизайнер Дэвид Яффе получил награду «геймдизайнер года». Помимо этого, были ещё 3 номинации: «Игра года», «Лучшая оригинальная партитура» и «лучший актёр озвучивания мужского пола» (Терренс Карсон в роли Кратоса). В 2006 году на Interactive Achievement Awards игра получила несколько наград, в том числе «Лучшая игра года», «Лучшая игра на консоли» и «Лучшая игра в жанре Action/Adventure». В 2009 году редакция интернет-портала IGN поставила игру God of War на седьмое место среди лучших игр всех времён на PlayStation 2. В ноябре 2012 года журналист из издания Complex опубликовал мнение о игре, назвав её одиннадцатой среди лучших игр для PlayStation 2.

### Влияние
Геймплей God of War не только без серьёзных изменений использовался в следующих частях серии, но и также сильно повлиял на весь приключенческий жанр. Есть немало игр, которые иногда имели небольшое сходство с используемой в God of War механикой геймплея, а иногда являлись практически не изменёнными клонами игры. Что касается последнего, то несколько уничижительный термин «God-of-War-клон» используется в игровой прессе часто. Примерами наиболее успешных игр, которые сравнивались с God of War, являются Castlevania: Lords of Shadow (2010), Darksiders (2010) и Dante’s Inferno (2010). Типичные менее успешные «клоны»: Conan (2007) или Beowulf: The Game (2007). Все вышеперечисленные игры подобны God of War не только с точки зрения игровой механики, но и с точки зрения фантастическо-мифологического сценария и темной атмосферы. Но и некоторые приключенческие игры для более молодой аудитории взяли игровую механику и элементы God of War, например такие как The Legend of Spyro: Dawn of the Dragon (2008), Sonic Unleashed (2008) или Knack (2013).

### Комментарии
1. ↑  God of War Collection (2009) и God of War Saga (2012)
2. ↑  God of War Collection (2014)
3. ↑  PlayStation 2
4. ↑  PlayStation 3/PlayStation Vita как часть God of War Collection (2009/2014)
5. ↑  PlayStation 2
6. ↑  God of War Collection